# Harry Shearer
Harry Julius Shearer (Los Angeles, 23 dicembre 1943) è un attore, comico, doppiatore e musicista statunitense, nato da genitori ebrei originari dell'Austria e della Polonia.
Shearer è molto famoso per aver prestato, nella versione originale, la voce a molti personaggi della serie animata I Simpson.
Tra i personaggi da lui doppiati: Charles Montgomery Burns, Waylon Smithers, Ned Flanders, il Reverendo Timothy Lovejoy, lo speaker Kent Brockman, il dottor Julius Hibbert, Rainer Wolfcastle, il dottor Marvin Monroe, Lenny Leonard, il direttore scolastico Seymour Skinner, l'autista Otto Disc e vari personaggi secondari.

## Filmografia parziale
- La tunica, regia di Henry Koster (1953)
- This Is Spinal Tap, regia di Rob Reiner (1984)
- Miami Vice - serie TV, episodio 4x12 (1988)
- Ho sposato un'aliena (My Stepmother Is an Alien), regia di Richard Benjamin (1988)
- Oscar - Un fidanzato per due figlie (Oscar), regia di John Landis (1991)
- È tutta fortuna (Pure Luck), regia di Nadia Tass (1991)
- Ragazze vincenti (A League of Their Own), regia di Penny Marshall (1992)
- Fusi di testa 2 - Waynestock (Wayne's World 2), regia di Stephen Surjik (1993)
- Il matrimonio del mio migliore amico (My Best Friend's Wedding), regia di P. J. Hogan (1997)
- Godzilla, regia di Roland Emmerich (1998)
- The Truman Show, regia di Peter Weir (1998)
- Small Soldiers, regia di Joe Dante (1998) - voce
- Le ragazze della Casa Bianca (Dick), regia di Andrew Fleming (1999)
- A Mighty Wind - Amici per la musica (A Mighty Wind), regia di Christopher Guest (2003)
- 2 gran figli di... (Father Figures), regia di Lawrence Sher (2017)

## Doppiatori italiani
Nelle versioni in italiano dei suoi film, Harry Shearer è stato doppiato da:
- Marco Mete in È tutta fortuna
- Angelo Maggi in Fusi di testa 2 - Waynestock
- Nino Prester in Friends
- Antonio Sanna in Godzilla
- Neri Marcorè in The Truman Show
- Pierluigi Astore in A Mighty Wind - Amici per la musica
- Ugo Maria Morosi in 2 gran figli di...

Come doppiatore nella serie animata e nel film de I Simpson è sostituito da:
- Pino Ammendola, nel ruolo del Dott. Marvin Monroe e di “Gengive sanguinanti” Murphy
- Silvio Anselmo, nel ruolo di Jasper (2ª voce) e di Jason Voorhees
- Mario Bombardieri, nel ruolo di Lenny Leonard (st. 1-7), di Dio (1ª voce) e di Kang
- Roberto Draghetti, nel ruolo di Lenny Leonard (st. 8) e di Kang
- Davide Marzi, nel ruolo del Dott. Julius Hibbert (st 1-7) e di Otto Disc (1ª voce)
- Stefano Mondini, nel ruolo di Eddie e di Seymour Skinner (st. 9 e successive + film)
- Maurizio Reti, nel ruolo di Waylon Smithers (st. 13) e di Rainer Wolfcastle (St. 14)
- Pino Insegno, nel ruolo di Ned Flanders (st. 3)
- Francesco Prando, nel ruolo di Ned Flanders (st. 4 e successive + film)
- Sandro Iovino, nel ruolo di Montgomery Burns
- Vittorio Amandola, nel ruolo di Waylon Smithers (st. 1-12, 14-20 + film)
- Pasquale Anselmo, nel ruolo di Waylon Smithers (st. 21 e successive)
- Enzo Avolio, nel ruolo del Rev. Timothy Lovejoy (1ª e 4ª voce)e del Professor Largo(2ª voce)
- Angelo Maggi, nel ruolo del Rev. Timothy Lovejoy (2ª voce)
- Nino D'Agata, nel ruolo del Rev. Timothy Lovejoy (3ª voce + film)
- Vladimiro Conti, nel ruolo di Lenny Leonard (st. 9 e successive + film)
- Federico Neri, nel ruolo di Kent Brockman (st. 1-32)
- Fabio Camillacci, nel ruolo di Kent Brockman (st. 33+)
- Gianni Vagliani, nel ruolo di Jasper (1ª voce)
- Claudio Insegno, nel ruolo del Dott. Julius Hibbert (st. 8 e successive + film)
- Piero Tiberi, nel ruolo di Seymour Skinner (st. 3 e 4)
- Renato Cortesi, nel ruolo di Seymour Skinner (st. 1 e 2)
- Massimo Corvo, nel ruolo di Seymour Skinner (st. 5-8)
- Gerolamo Alchieri, nel ruolo di Otto Disc (st. 8-9)
- Franco Mannella, nel ruolo di Otto Disc (3ª voce + film)
- Renata Biserni, nel ruolo di Grattachecca (1ª voce)
- Gilberta Crispino, nel ruolo di Grattachecca (2ª voce)
- Edoardo Nordio, nel ruolo di Rainer Wolfcastle (1ª voce)
- Vittorio Guerrieri, nel ruolo di Rainer Wolfcastle (st. 13)
- Marco De Risi, nel ruolo di Rainer Wolfcastle (st. 15 e successive)
- Manfredi Aliquò, nel ruolo di Kang
- Davide Lepore, nel ruolo di Kang
- Bruno Conti, nel ruolo di Kang
- Fabrizio Pucci, nel ruolo di Herman
- Massimo Rossi nel ruolo del Dott. J. Loren Pryor (st. 1-2)
- Carlo Valli, nel ruolo del Prof. Largo (1ª voce)
- Alessandro Rossi, nel ruolo del Presidente Arnold Schwarzenegger (solo nel film) e di Dio (solo ep. 30x3)
- Luca Ward, nel ruolo di Dio (2ª voce)
- Riccardo Garrone nel ruolo di Dio (ep. 4.3, 4.9) e di George H. W. Bush (st. 3-4)

Come doppiatore in altre serie o film d’animazione è sostituito da:
- Francesco De Vena in Chicken Little - Amici per le penne